# Unité urbaine de Lunel
L'unité urbaine de Lunel est une unité urbaine française interdépartementale centrée sur Lunel, ville de l'Hérault au cœur de la quatrième agglomération de ce département. 

## Données générales
Dans le zonage réalisé par l'Insee en 1999, l'unité urbaine était composée de quatre communes, toutes situées dans l'arrondissement de Montpellier et le département de l'Hérault.
Dans le zonage réalisé en 2010, l'unité urbaine était composée de neuf communes, le périmètre s'étant agrandi aux communes de Marsillargues et Villetelle dans l'Hérault et d'Aigues-Vives, Aubais et Gallargues-le-Montueux dans le Gard. Elle est ainsi une unité urbaine inter-départementale.
Dans le nouveau zonage réalisé en 2020, elle est composée des neuf mêmes communes.
En 2022, avec 43 272 habitants dans l'Hérault, elle représente la 4e unité urbaine de ce département. Elle occupe le 14e rang dans la région Occitanie.
En 2021, sa densité de population s'élève à 404 hab/km2. Par sa superficie dans l'Hérault (95,62 km²), elle représente 1,57 % du territoire et, par sa population, elle regroupe 3,56 % de la population de ce département.

## Composition 2020 de l'unité urbaine
Elle est composée des neuf communes suivantes :
| Nom                    | Code Insee | Département | Statut       | Superficie (km2) | Population (dernière pop. légale) | Densité (hab./km2) | Modifier                                    |
| ---------------------- | ---------- | ----------- | ------------ | ---------------- | --------------------------------- | ------------------ | ------------------------------------------- |
| Lunel (ville-centre)   | 34145      | Hérault     | ville-centre | 23,90            | 26 380 (2022)                     | 1 104              | modifier les données · modifier les données |
| Aigues-Vives           | 30004      | Gard        | banlieue     | 12,00            | 3 340 (2022)                      | 278                | modifier les données · modifier les données |
| Aubais                 | 30019      | Gard        | banlieue     | 11,79            | 2 938 (2022)                      | 249                | modifier les données · modifier les données |
| Gallargues-le-Montueux | 30123      | Gard        | banlieue     | 10,89            | 3 615 (2022)                      | 332                | modifier les données · modifier les données |
| Lunel-Viel             | 34146      | Hérault     | banlieue     | 11,97            | 4 497 (2022)                      | 376                | modifier les données · modifier les données |
| Marsillargues          | 34151      | Hérault     | banlieue     | 42,71            | 6 787 (2022)                      | 159                | modifier les données · modifier les données |
| Saint-Just             | 34272      | Hérault     | banlieue     | 6,08             | 3 290 (2022)                      | 541                | modifier les données · modifier les données |
| Saint-Nazaire-de-Pézan | 34280      | Hérault     | banlieue     | 5,66             | 620 (2022)                        | 110                | modifier les données · modifier les données |
| Villetelle             | 34340      | Hérault     | banlieue     | 5,31             | 1 698 (2022)                      | 320                | modifier les données · modifier les données |

## Évolution démographique
| 1968   | 1975   | 1982   | 1990   | 1999   | 2010   | 2015   | 2021   | 2022   |
| ------ | ------ | ------ | ------ | ------ | ------ | ------ | ------ | ------ |
| 19 883 | 22 732 | 27 336 | 33 265 | 41 445 | 48 613 | 49 914 | 52 664 | 53 165 |

#### Données générales
- Unité urbaine en France
- Aire d'attraction d'une ville
- Liste des unités urbaines de France

#### Données démographiques en rapport avec l'unité urbaine de Lunel
- Aire d'attraction de Montpellier
- Aire d'attraction de Nîmes
- Arrondissement de Montpellier
- Arrondissement de Nîmes

#### Données démographiques en rapport avec le Gard et l'Hérault
- Démographie du Gard
- Démographie de l'Hérault